# Jászdózsa, Jász-Nagykun-Szolnok
Jászdózsa  este un sat în districtul Jászapát, județul Jász-Nagykun-Szolnok, Ungaria, având o populație de 2.264 de locuitori (2011). 

## Demografie
Componența etnică a satului Jászdózsa
     Maghiari (98,78%)
     Necunoscut (0,26%)
     Alții (0,95%)
Componența confesională a satului Jászdózsa
     Romano-catolici (60,6%)
     Fără religie (8,17%)
     Reformați (1,94%)
     Necunoscută (28,4%)
     Alte religii (1,19%)
Conform recensământului din 2011, satul Jászdózsa avea 2.264 de locuitori. Din punct de vedere etnic, majoritatea locuitorilor (98,78%) erau maghiari. Apartenența etnică nu este cunoscută în cazul a 0,26% din locuitori.  Din punct de vedere confesional, majoritatea locuitorilor (60,6%) erau romano-catolici, existând și minorități de persoane fără religie (8,17%) și reformați (1,94%). Pentru 28,4% din locuitori nu este cunoscută apartenența confesională.